# اس‌تی‌اس میر
اس‌تی‌اس میر (به انگلیسی: STS Mir) یک کشتی است که طول آن ۱۰۹٫۲ متر (۳۵۸ فوت) می‌باشد.